# Алексей Антонов
Алексей Инокентиевич Антонов е съветски военачалник, армейски генерал, началник на Генералния щаб на Въоръжените сили на СССР в заключителния етап на Втората световна война, кавалер на Орден „Победа“ (единственият съветски гражданин с този орден без маршалско звание).
Участва в Ялтенска и Потсдамска конференции.
Умира на 18 юни 1962 г. в Москва. Погребан е на Червения площад.

## Награди
- СССР
  - Орден „Победа“
  - 3 ордена „Ленин“
  - 4 ордена „Червено знаме“
  - 2 ордена „Суворов“ 1-ва степен
  - орден Кутузов 1-ва степен
  - орден Отечествена война 1-ва степен

- 14 чуждестранни ордена, в т.ч.:
  - Полша: кавалер на Големия кръст Орден „За войнска доблест“ („Virtuti Militari“, най-висшия военен орден)
  - Франция:
    - Командирски кръст Орден на Почетния легион
    - Военен кръст, 1939 г.

  - Чехословакия:
    - Орден Бял лъв 1 степен
    - Военен кръст

  - Югославия:
    - Златен орден „Партизанска звезда“
    - Златна звезда орден „За заслуги пред народа“

  - САЩ: орден „Почетен легион“ степен главнокомандващ
  - Монголия: орден „Червено знаме“

- медали